# Il gatto selvaggio
Il gatto selvaggio è un film del 1969 scritto e diretto da Andrea Frezza.

## Critica
Tipico film sessantottesco, è diretto con stile ellittico dall'autore, che costruisce un teorema politico sul legame fra violenza e rivoluzione. I titoli di testa propongono una delle istantanee più celebri della guerra del Vietnam: l'esecuzione sommaria di un Viet Cong con un colpo di rivoltella alla testa da parte del capo della polizia di Saigon. Il film di Frezza è riconducibile a un filone politicamente impegnato che quell'anno produsse opere come I dannati della terra di Valentino Orsini, L'alibi di Celi, Gassman e Lucignani, Capricci di Carmelo Bene, La caduta degli dei di Luchino Visconti, Dillinger è morto di Marco Ferreri, Porcile di Pier Paolo Pasolini, Queimada di Gillo Pontecorvo, Sierra Maestra di Ansano Giannarelli, Sotto il segno dello scorpione dei fratelli Taviani e Diario di una schizofrenica di Nelo Risi.